# Bass Communion III
III (Bass Communion III или Bass Communion CDR) — третий студийный альбом Bass Communion, проекта музыканта и продюсера Стивена Уилсона, выпущенный в 2001 году. Является компиляцией оставшихся записей 1995—1999 годов, которые не были включены ни в один из предыдущих двух альбомов Bass Communion. Альбом был переиздан в 2008 вместе с II в двухдисковом издании, ограниченным 1200 копиями.

## Список композиций
Слова и музыка всех песен — написана Стивеном Уилсоном.
| №  | Название                                                                       | Длительность   |
| -- | ------------------------------------------------------------------------------ | -------------- |
| 1. | «Amphead»                                                                      | 13:14          |
| 2. | «Three Pieces for Television» I. «Sonar» II. «Lina Romay» III. «Grammatic Fog» | 2:15 2:40 2:08 |
| 5. | «Slut 2.1»                                                                     | 9:54           |
| 6. | «43553E99.01»                                                                  | 14:06          |
| 7. | «Sickness»                                                                     | 11:12          |
| 8. | «Reformat Spiders»                                                             | 7:50           |

## Заметки
Three Pieces for Television: присутствует на компиляции Atmospherics
- «Sonar» под названием «Sonar»
- «Lina Romay» под названием «Night Creatures»
- «Grammatic Fog» под названием «The Fog»

## Участники записи
- Стивен Уилсон — все инструменты
- Тео Трэвис — саксофон на «Reformat Spiders»

### Другие
- Карл Гловер — фотография
- Aleph — графический дизайн

## История релиза
| Регион         | Дата        | Лейбл            | Формат                                | Каталог |
| -------------- | ----------- | ---------------- | ------------------------------------- | ------- |
| Великобритания | Март 2001   | Burning Shed     | CD-R, только заказ по почте           |         |
| Великобритания | Ноябрь 2008 | Beta-Lactam Ring | Двойной CD, переиздание (вместе с II) | mt182   |